# 许立
许立（1905年—1971年8月20日），小名经镖，又名少东、敬诚，男，福建晋江人，中华人民共和国政治人物，曾任中共中央对外联络部副部长，中国人民对外友好协会副会长，第四届全国政协委员。